# هيدروكسيلاز الحمض الأميني العطري المعتمد على البيوبتيرين
هيدروكسيلاز الحمض الأميني العطري المعتمد على البيوبتيرين واختصارا (AAAH) هي عائلة من إنزيمات الأحماض الأمينية العطرة التي تشمل: هيدروكسيلاز الفينيل ألانين، هيدروكسيلاز التيروسين وهيدروكسيلاز التريبتوفان. تقوم هذه الإنزيمات بإضافة مجموعة هيدروكسيل للأحماض الأمينية L-فينيل ألانين، L-تيروسين، L-تريبتوفان على التوالي.
إنزيمات AAAH هي بروتينات ذات صلة وظيفية وبنيوية وتعمل كمحفزات محدِّدة للمعدل في مسارات أيضية مهمة. يحتوي كل أنزيم من AAAH على الحديد ويحفز إضافة هيدروكسيل في الحلقة العطرية للأحماض الأمينية العطرية باستخدام رباعي هيدرو البيوبتيرين (BH4) كركيزة. تُنظَّم إنزيمات الـAAAH عبر فسفرة السيرين في نهاياتها الأمينية.

## الدور في الأيض
لدى البشر، يمكن أن يسبب عوز هيدروكسيلاز الفينيل ألانين بيلة الفينيل كيتون، وهو أشهر خطأ وراثي في أيض الأحماض الأمينية. يحفز هيدروكسيلاز الفينيل ألانين تحويل L-فينيل ألانين إلى L-تيروسين. يحفز هيدروكسيلاز التيروسين مرحلة تحديد المعدل في التخليق الطبيعي للكاتيكولامينات: تحويل L-تيروسين إلى L-دوبا. بشكل مماثل يحفز هيدروكسيلاز التريبتوفان مرحلة تحديد المعدل في تخليق السيروتونين: تحويل L-تريبتوفان إلى 5-هيدروكسي-L-تريبتوفان.

## البنية
تم اقتراح أن كل إنزيم من إنزيمات AAAH يحتوي على نطاق تحفيزي (C) محفوظ في النهاية الكربوكسيلية ونطاق تنظيمي (R) غير ذي صلة به في النهاية الأمينية. من الممكن أن النطاق التنظيمي نشأ من جينات تم توظيفها من مصادر مختلفة لتوليفها ومكاملتها مع الجين الأصلي الخاص بالنطاق المحفز. وعليه، بالتكامل مع نفس النطاق التحفيزي، حصلت هذه الإنزيمات على خصائصها التنظيمية الفريدة التي توفرها نطاقاتها التنظيمية المختلفة.